# Robert Eriksson
Robert Eriksson (ur. 23 lutego 1974 w Örebro) – szwedzki żużlowiec.
Dwukrotny medalista indywidualnych mistrzostw Szwecji młodzików: złoty (1989) oraz brązowy (1990). Dwukrotny medalista młodzieżowych indywidualnych mistrzostw Szwecji: złoty (Norrköping 1995) oraz brązowy (Eskilstuna 1994). Dwukrotny medalista drużynowych mistrzostw Szwecji: srebrny (1994) oraz brązowy (1998). Czterokrotny finalista indywidualnych mistrzostw Szwecji (najlepszy wynik: Kumla 2007 – VIII miejsce). Srebrny medalista drużynowych mistrzostw Wielkiej Brytanii (1998). Złoty medalista mistrzostw Finlandii par klubowych (2006). Dwukrotny srebrny medalista drużynowych mistrzostw Finlandii (2006, 2007).
Reprezentant Szwecji na arenie międzynarodowej. Wielokrotny uczestnik eliminacji indywidualnych mistrzostw świata (najlepszy wynik: Vetlanda 1995 – XIV miejsce w finale szwedzkim).
W lidze szwedzkiej reprezentował barwy klubów: Buddys Örebro SF (1991), Valsarna Hagfors (1992–1996, 2006–2009), Indianerna Kumla (1997–2002), Team Viking Örebro (2002), Husarerna Kumla (2002, 2004–2005), Vikingarna Örebro (2002), Bysarna Visby (2003), Griparna Nyköping (2003), Solkatterna Karlstad (2003–2004), Lindarna Lindesberg (2003), Team Bikab Eskilstuna (2004) oraz Team Hagfors (2008), w brytyjskiej – Edinburgh Monarchs (1995, 1997, 2000–2001), Scottish Monarchs (1996), Belle Vue Aces (1998) oraz Newcastle Diamonds (1999), natomiast w fińskiej – Kotkat SeMK Seinäjoki (2006–2007).